# رولا الحارس
رولا الحارس (بالإنجليزية: Rola El Haress)‏ هي سباحة لبنانية سابقة، مُتخصصة في سباقات السباحة حرة. وُلدت رولا في 5 مارس 1983، ونافست في عدد من السباقات من أجل دولتها لبنان، حيث نافست في السباحة الحرة لمسافه 100 متر للسيدات في دورة الألعاب الأولمبية الصيفية 2000 في سيدني، وحصلت على تذكرة من الاتحاد الدولي للسباحة، في إطار برنامج عالمي، في وقت دخول 1: 00.00.
تحدت رولا سبعة سباحين آخرين في درجة حرارة واحد، بالاضافه إلي السباحة ماريا أورى 15 عاما من كينيا والسباحة ناتالي لي باو من موريشيوس. تقدمت رولا على المصنفة الثانية في زمن 1: 03.26، ولقبت لأكثر من ثلاث ثوان خارج بلدها كأفضل شخصية. ولكن فشلت رولا في المضي قدما في الدور قبل النهائي، لأنها صنفت الثمانية والاربعين في تصفيات بريليمس.

## روابط خارجية
- رولا الحارس على موقع الاتحاد الدولي للسباحة (الإنجليزية)
- رولا الحارس على موقع SwimRankings.net (الإنجليزية)
- رولا الحارس على موقع اللجنة الأولمبية الدولية (الإنجليزية)
- رولا الحارس على موقع أوليمبيديا (الإنجليزية)